# Papieren vliegtuigpijl
Papieren vliegtuigpijl is een kunstwerk in Amsterdam Nieuw-West.
Na een selectieperiode besteedde het stadsdeel Osdorp een kunstwerk aan bij kunstenaar Henk Hesselius. Hesselius vond een "oud aandoend" beeld geen optie voor deze relatief jonge wijk en nog jongere bestuurseenheid. Het kwam te staan voor het stadsdeelkantoor, dat in 1981/1982 opgeleverd werd. Het beeld werd op 17 september 1982 onthuld/overgedragen. De kunstenaar kwam met een speels ontwerp in de vorm van een papieren vliegtuig, maar dan uitgevoerd in roestvast staal. Hijzelf hield alle mogelijkheden open, maar gaf wel aan dat hij het idee had dat dit vliegtuig vanuit De Meervaart richting stadsdeelkantoor was geworpen. Kunstwacht Amsterdam meldt nog dat tijdens de installatie van het kunstwerk kinderen papieren vliegtuigjes naar het beeld mochten gooien.  
Hetzelfde stadsdeel had later moeite met de plaats; ze had in 2007 plannen een nieuw stadsdeelkantoor te (laten ) bouwen op de oevers van de Sloterplas. Die plannen werden vanwege protesten van omwonenden nooit gerealiseerd. Het stadsdeel fuseerde later en in 2018 schafte de gemeente stadsdelen af. Het kunstwerk staat sindsdien voor het stadsloket op dezelfde plaats. 
Henk Hesselius was destijds (vice-)voorzitter van de Nederlandse Kring van Beeldhouwers.
In het nabijgelegen Sloterpark zag de bevolking in het kunstwerk Groot landschap van Wessel Couzijn een ander neergestort vliegtuig.